# Mordella quadripunctata
Mordella quadripunctata är en skalbaggsart som först beskrevs av Thomas Say 1824.  Mordella quadripunctata ingår i släktet Mordella och familjen tornbaggar. Inga underarter finns listade i Catalogue of Life.